# The WWE Expérience

The WWE Experience, est une émission de catch produite par la World Wrestling Entertainment et qui a débuté en mai 2004. Elle récapitule les événements qui ont pris place dans les shows phares de la fédération, RAW et WWE SmackDown.

## Histoire
Le show était à l'origine commenté par Todd Grisham et Ivory. Une des particularités de l'émission était sa présentation effectuée à l'extérieur, dans les environs de New York. The WWE Experience était arrêté aux États-Unis en 2005 lorsque la WWE déménagea sur le USA Network, au profit de l'émission A.M. RAW, mais le show continuait d'être produit à l'international. Le programme était désormais tourné dans les studios de la WWE à Stamford, Grisham détestant tourner sous la pluie. Ivory était renvoyée de la WWE quelques semaines avant l'arrêt de l'émission aux États-Unis. En juillet 2006, Todd Grisham était remplacé en tant que présentateur par Josh Matthews. Lors de sa première, Matthews disait : « On s'en fou, Todd est parti, Josh est là, et il faut faire avec », mais occasionnellement il arrivait à Todd Grisham de s'occuper de l'émission show. Jonathan Coachman a aussi été présentateur en 2006, pour un épisode.
Le show faisait ses débuts en France sur Canal+ Sport le 17 avril 2008 avec Mariella Tiemann à la présentation et Rodolphe Pires et Karl Olive aux commentaires.
Maintenant la présentation et les commentaires sont assurés par Philippe Velghe et Stephan gentil. Cependant, sur la chaîne Canal+ Sport l'émission est connue sous le nom de "WWE Afterburn"

## Présentateurs
| Date(s)   | Présentateur principale | Présentateur secondaire |
| --------- | ----------------------- | ----------------------- |
| 2004-2005 | Ivory                   | Todd Grisham            |
| 2005-2006 | Todd Grisham            | Aucun                   |
| 2006-2009 | Josh Mathews            | Aucun                   |
| 2009-2011 | Jack Korpela            | Aucun                   |
| 2011-2012 | Matt Striker            | Aucun                   |
| 2012-2013 | Matt Striker            | Renee Young             |
| 2013-2015 | Renee Young             | Aucun                   |
| 2015-2016 | Kyle EdwardsRenee       | Aucun                   |
| 2016-2017 | Corey Graves            | Cathy Kelley            |
| 2017-     | Cathy Kelley            | Aucun                   |

## Diffusion à l’international
L'émission est aussi diffusée dans un autre format au Canada sur la chaîne sportive The Score les dimanches de 19h à 20h. Elle est présentée par Glenn Schiiler et Derek Snider qui sont de la chaîne. La première diffusion eu lieu le dimanche 6 octobre 2006.
The WWE Experience est diffusé dans de nombreux autres pays. Il est diffusé sur des chaînes comme Sky One et Sky Sports au Royaume-Uni, FOX8 en Australie, Ten Sports en Asie du Sud, FX Latin America en Amérique latine, Sky Sport 2 en Italie, encore Jack TV aux Philippines et Space Power aux Émirats arabes unis.